# Damaskin (Papandreu), metropolita Johannesburga
Damaskin, imię świeckie Fotios Papandreu (ur. 1957 w Ermioni) – grecki duchowny prawosławny w jurysdykcji Patriarchatu Aleksandrii, od 2010 metropolita Johannesburga i Pretorii.

## Życiorys
Święcenia prezbiteratu przyjął w 1987. 30 października 2004 otrzymał chirotonię biskupią. W latach 2004–2009 był biskupem Ghany, następnie (2009–2010) – metropolitą Akry.
W czerwcu 2016 r. uczestniczył w Soborze Wszechprawosławnym na Krecie.